# طارق آکان
طارق آکان (به ترکی استانبولی: Tarık Akan) (۱۳ دسامبر ۱۹۴۹ – ۱۶ سپتامبر ۲۰۱۶) بازیگر و تهیه‌کننده ترکیه‌ای بود. او از سال ۱۹۷۰ فعالیت هنری خود را در سینما شروع کرد. طارق آکان در دهه اول شروع فعالیت خود با فیلم‌های کمدی-عاشقانه در ترکیه مشهور شد اما در دهه هشتاد میلادی سبک خود را تغییر داد و با بازی در زمینه‌های مختلف استعداد خود را در قبول هر نقشی نشان داد و دوره‌ای جدید برای زندگی هنری او آغاز و موفق به دریافت هفت جایزه پرتقال طلایی شد. فیلمی که نام طارق آکان را به خارج از ترکیه برد، راه (Yol) نام داشت.

## زندگی شخصی
طارق آکان در سال ۱۹۸۶ ازدواج کرد و بعد از سه سال زندگی مشترک با یاسمین ارکوت طلاق گرفت. حاصل این ازدواج دو پسر و یک دختر بود.

### درگذشت
طارق آکان بعد از سال‌ها فعالیت در سینما و تلویزیون ترکیه در ۱۶ سپتامبر سال ۲۰۱۶ میلادی و در سن ۶۶ سالگی بر اثر سرطان ریه درگذشت.